# Nicholas Kipkorir
Nicholas Kipkorir Kimeli (Eldoret, 29 settembre 1998) è un mezzofondista keniota.

## Biografia
Nel 2017 ha vinto la medaglia d'oro ai campionati africani juniores, nei 10000 metri, con il tempo di 29'52"15. L'anno seguente si è invece piazzato in nona posizione nei 5000 metri ai Giochi del Commonwealth, con il tempo di 14'13"97.
Ha partecipato ai Mondiali del 2019, piazzandosi in ottava posizione nei 5000 metri, con il tempo di 13'05"27. Nel 2021 ha vinto i trials kenioti nei 5000 m per la partecipazione ai Giochi olimpici di Tokyo, con un tempo di 13'02"87.

## Palmarès
| Anno | Manifestazione           | Sede       | Evento         | Risultato | Prestazione | Note                                     |
| ---- | ------------------------ | ---------- | -------------- | --------- | ----------- | ---------------------------------------- |
| 2018 | Giochi del Commonwealth  | Gold Coast | 5000 m piani   | 9º        | 14'13"97    |                                          |
| 2019 | Mondiali                 | Londra     | 5000 m piani   | 8º        | 13'05"27    |                                          |
| 2021 | Giochi olimpici          | Tokyo      | 5000 m piani   | 4º        | 12'59"17    | Miglior prestazione personale stagionale |
| 2022 | Mondiali                 | Eugene     | 5000 m piani   | 7º        | 13'11"97    |                                          |
| 2022 | Giochi del Commonwealth  | Birmingham | 5000 m piani   | Argento   | 13'08"19    |                                          |
| 2023 | Mondiali di cross        | Bathurst   | Corsa seniores | 13º       | 30'32"      |                                          |
| 2023 | Mondiali di cross        | Bathurst   | A squadre      | Oro       | 22 p.       |                                          |
| 2023 | Mondiali                 | Budapest   | 5000 m piani   | Batteria  | 13'40"43    |                                          |
| 2023 | Mondiali                 | Budapest   | 10000 m piani  | 8º        | 28'03"38    |                                          |
| 2023 | Mondiali corsa su strada | Riga       | 5 km           | Bronzo    | 13'16"      | Miglior prestazione personale stagionale |
| 2024 | Mondiali di cross        | Belgrado   | Corsa seniores | 4º        | 28'16"      |                                          |
| 2024 | Mondiali di cross        | Belgrado   | A squadre      | Oro       | 19 p.       |                                          |
| 2024 | Giochi Olimpici          | Parigi     | 10000 m piani  | 14º       | 27'23"97    |                                          |

## Campionati nazionali
2015
- 12º ai campionati kenioti, 5000 m piani - 13'59"34

2017
- 4º ai campionati kenioti, 5000 m piani - 13'38"5

2022
- 4º ai campionati kenioti di corsa campestre - 30"09

2024
- 8º ai campionati kenioti di corsa campestre

## Altre competizioni internazionali
2017
- Argento all'ISTAF Berlin ( Berlino), 5000 m piani - 13'11"58

2019
- Argento agli FBK Games ( Hengelo), 5000 m piani - 12'57"90
- Bronzo al Weltklasse Zürich ( Zurigo), 5000 m piani - 12'59"05
- Bronzo ai London Anniversary Games ( Londra), 5000 m piani - 13'05"48
- Bronzo ai Bislett Games ( Oslo), 3000 m piani - 7'34"85

2020
- Argento all'Herculis ( Monaco), 5000 m piani - 12'51"78

2021
- Argento al British Grand Prix ( Gateshead), 5000 m piani - 13'10"11
- Bronzo ai Bislett Games ( Oslo), 3000 m piani - 7'31"33
- 11º all'Athletissima ( Losanna), 3000 m piani - 7'43"41

2022
- Oro alla World 10K Bangalore ( Bangalore) - 27'38"
- Oro al Golden Gala ( Roma), 5000 m piani - 12'46"33
- Bronzo al Memorial Van Damme ( Bruxelles), 5000 m piani - 12'50"97
- 4º all'Herculis ( Monaco), 3000 m piani - 7'31"19
- Vincitore della Diamond League nella specialità dei 3000 / 5000 m piani
- Argento all'Agnes Tirop Cross Country Classic ( Eldoret) - 30'00"

2023
- 5º al Memorial Van Damme ( Bruxelles), 10000 m piani - 28'05"12
- 7º all'Herculis ( Monaco), 5000 m piani - 12'55"46
- 15º al Golden Gala ( Firenze), 5000 m piani - 13'10"52
- 4º alla World 10K Bangalore ( Bangalore) - 28'06"

2024
- Oro al Prefontaine Classic ( Eugene), 10000 m piani - 26'50"94
- Argento alla Xiamen Diamond League ( Xiamen), 5000 m piani - 12'59"78
- Argento agli FBK Games ( Hengelo), 5000 m piani - 13'02"25
- Oro alla adizero Road to Records ( Herzogenaurach), 10 km - 27'05"

2025
- 9º al Prefontaine Classic ( Eugene), 10000 m piani - 27'06"76
- 14º ai Bislett Games ( Oslo), 5000 m piani - 13'06"92